# Giebułtów (województwo dolnośląskie)
Giebułtów (niem. Gebhardsdorf, Gebhardtsdorf, 1570 – Göppersdorf, 1753 – Geppersdorf) – wieś w Polsce położona w województwie dolnośląskim, w powiecie lwóweckim, w gminie Mirsk.

## Podział administracyjny
| SIMC    | Nazwa            | Rodzaj     |
| ------- | ---------------- | ---------- |
| 0191164 | Augustów         | przysiółek |
| 0191187 | Wola Augustowska | przysiółek |

W latach 1954–1972 wieś należała i była siedzibą władz gromady Giebułtów. W latach 1975–1998 miejscowość administracyjnie należała do województwa jeleniogórskiego.

## Demografia
Według Narodowego Spisu Powszechnego (III 2011 r.) liczył 1337 mieszkańców. Jest największą miejscowością gminy Mirsk.

## Położenie
Giebułtów znajduje się w centralnej części Pogórza Izerskiego, na północ od Gór Izerskich, na pograniczu Przedgórza Izerskiego i Kotliny Mirskiej, na wysokości 355–440 m n.p.m. w dolinie bezimiennego potoku spływającego z Wojkowej (502 m n.p.m.) ku wschodowi do Kotliny Mirskiej.
W pobliżu miejscowości znajduje się ciekawy pomnik przyrody – bazaltowa skała na wysokości 470 m n.p.m.
W skład Giebułtowa wchodzą też dawne wsie:
- Giebułtówek (niem. Neu Gebhardsdorf) ciągnie się na lewym brzegu Łużycy[potrzebny przypis] wzdłuż drogi łączącej Giebułtów z Wolimierzem (niem. Volkersdorf) na wysokości 360–390 m n.p.m.
- Augustów znajduje się ok. 1 km na północ od Giebułtowa na północnych zboczach Wojkowej (502 m n.p.m.). Jego zabudowania usytuowane są na wysokości 405–460 m n.p.m. Augustów (niem. Augustthal – na cześć Auguste von Üchtritz) założony został około 1738 roku. Podawane są też informacje, że został on założony w 1. połowie XV w. na leśnym karczowisku przez zubożałych w czasie wojen husyckich mieszkańców Lubomierza przy poparciu rycerzy ze Świecia.
- Wola Augustowska (niem. Estherwalde – na cześć Esther von Üchtritz) to wieś położona u wschodniego podnóża Wojkowej na wysokości 365–385 m n.p.m. Pierwsze wzmianki około 1710 roku.

## Historia

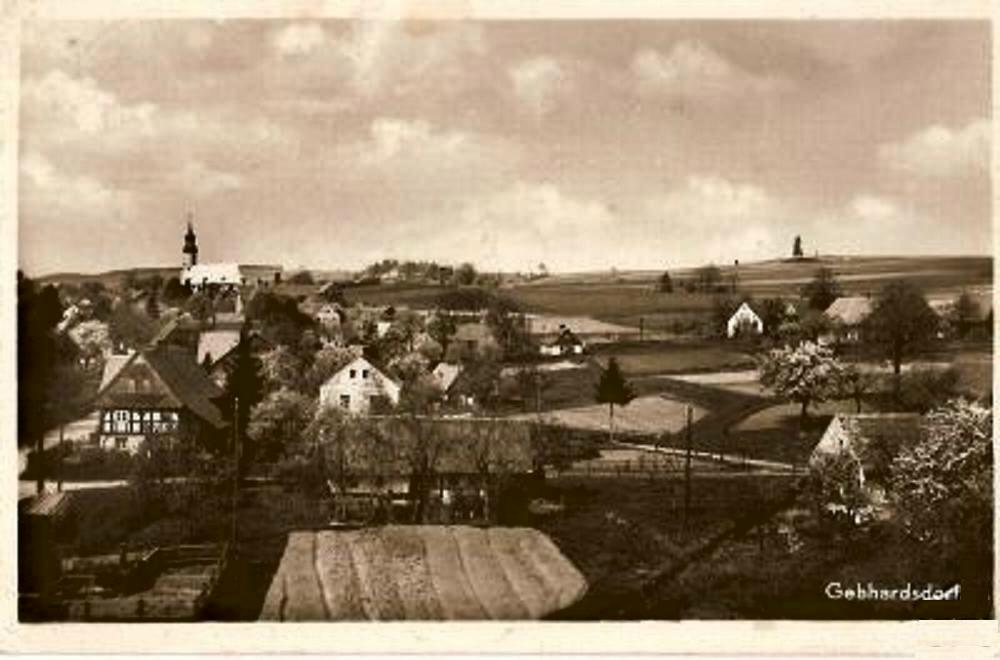
Giebułtów na dawnym zdjęciu

Wioska Giebułtów powstała w 1328 roku. Przez blisko 500 lat, do 1815 roku, leżała tuż przy granicy ze Śląskiem po jej łużyckiej stronie. W 1431 roku Giebułtów najechali husyci. Mirsk, miejscowość leżąca zaledwie 3 km na wschód od wioski, należała już do monarchii Habsburgów.
W 1508 roku zatrzymał się w Giebułtowie słynny handlarz odpustami Johann Tetzel (w domu nr 3). W miarę napływu imigrantów czeskich powstały nowe części wsi: Nowy Giebułtów (1663) i Górny Giebułtów (Ober Gebhardsdorf w 1674). Następne fale imigrantów zjawiały się w 1712 i 1730 roku – stąd kolonia czeska była dość silna i żywotna. Giebułtów znajdował się wówczas pod panowaniem czeskim, następnie austriackim, a później pruskim.
Nieopodal miejscowości od września 1944 do 18 stycznia 1945 znajdował się kobiecy obóz pracy – filia niemieckiego obozu koncentracyjnego Groß-Rosen, w której było uwięzionych około 500 polskich i węgierskich Żydówek, pracujących głównie w miejscowej fabryce części samolotowych.
Po wojnie niemieccy mieszkańcy zostali przesiedleni w nowe granice Niemiec, natomiast w wiosce osiedlili się przymusowi wysiedleńcy ze wschodu i centralnej Polski: z Kresów Wschodnich przede wszystkim mieszkańcy województwa tarnopolskiego dekanatu Skałat. Do Giebułtowa przybyli przede wszystkim mieszkańcy trzech miejscowości: Kaczanówka, Iwanówka i Orzechowiec. Jedną z najcenniejszych pamiątek przywiezionych stamtąd jest obraz św. Michała Archanioła pochodzący z kościoła pod wezwaniem tego świętego w Kaczanówce. Obraz znajduje się w giebułtowskim kościele. Kościół w parafii Kaczanówka istnieje nadal i nosi to samo imię.

## Zabytki
Do wojewódzkiego rejestru zabytków wpisane są:
- kościół filialny pw. św. Michała Archanioła, z XVI-XVIII w.
- cmentarz ewangelicki, nieczynny, z około 1700 r.
- zespół pałacowy, z XVIII w., drugiej połowy XIX w.:
  - pałac, ruiny zabytkowego pałacu barokowego, wzniesionego w latach 1661–1665 (według daty na portalu około 1760) na niezabudowanym miejscu. Fundatorem rezydencji był Christopf von Üchtritz, właściciel wsi. Architektura tej rezydencji, podjęta z włoskich inspiracji i wykonana przez włoskich budowniczych, stanowi jedno z najwcześniejszych dzieł nowego pałacowego stylu na terenie Śląska, przejawiającego się w umiejscowieniu budynku górującego nad ogrodem i folwarkiem, jego zewnętrzną formą i pierwszym na terenie Śląska zastosowaniu włoskich sklepień lustrzanych bezlunetowych oraz wprowadzeniu reprezentacyjnej galerii parteru i piętra. Był on restaurowany w XIX w. i na początku XX w. Jest to trzykondygnacyjne założenie prostokątne z silnie występującym ryzalitem środkowym, o osiach akcentowanych podziałem pilastrowym. Wnętrze parteru z sienią na osi zakrywają sklepienia kolebkowe. Stylowy taras flankowany jest dwiema basztami. Obok pałacu znajduje się budynek folwarczny z 1810 roku z zachowanym portalem, podziałem pasowym elewacji, świetlikami, stolarką drzwi i okien. Pałac pozostaje jako ruina, nie ma możliwości zwiedzania go.
  - park przypałacowy
- dom nr 84, z 1784 r.

## Przemysł
W przedwojennym Giebułtowie istniały mechaniczne zakłady tkackie – Firma Merfeld i Syn i Gustaw Winkler. W czasie wojny w zakładzie tym pracowały więźniarki z kobiecego podobozu – filii Gross Rosen (Rogoźnica). Więźniarki, przeważnie Żydówki, robiły części do samolotów, a w fabryce mebli – rączki do granatów i skrzynki na miny. W okresie powojennym była tu również fabryka zabawek z drewna, które sprzedawano w kraju. Obecnie jest to budynek mieszkalny.
Po 1945 roku zakłady upaństwowiono i utworzono Giebułtowskie Zakłady Przemysłu Bawełnianego. W 1995 zakłady zostały sprywatyzowane, upadły, i zostały przejęte przez spółkę Womarex, która ogłosiła upadłość w 2009 roku.

## Oświata
Pierwsza szkoła w Giebułtowie (Alt Gebhardsdorf) powstała w 1632 roku. Była to czteroklasowa szkoła ewangelicka. W roku 1844 powstała jednoklasowa szkoła w Neu Gebhardsdorf, a w roku 1898 jednoklasowa szkoła w Augustowie (Augustthal). W 1934 roku powstał nowy budynek szkolny, który pełni swoją rolę do czasów obecnych. Po 1945 roku istniała szkoła podstawowa w Giebułtowie i Szkoła Rolnicza w Augustowie. Istniała także Szkoła Zawodowa przy zakładach tkackich. Funkcjonowały również przedszkole i żłobek, a także restauracja. Po reformie szkolnictwa w 1999 roku w wiosce znajdowała się 6-klasowa szkoła podstawowa.